# Боргокарбонара
Боргокарбона̀ра (на италиански: Borgocarbonara) е община в Северна Италия, провинция Мантуа, регион Ломбардия. Административен център на общината е село Карбонара ди По (Carbonara di Po), което е разположено на 14 m надморска височина. Населението на общината е 2015 души (към 2019 г.).
Общината е създадена в 1 януари 2019 г. Тя се състои от предшествуващите общини Боргофранко сул По и Карбонара ди По.